# ایستگاه تودوروکی
ایستگاه تودوروکی (به ژاپنی: 等々力駅, Todoroki-eki) یک ایستگاه راه‌آهن در خط توکیو اوئیماچی در جنوب غربی توکیو، ژاپن، که توسط شرکت خصوصی راه‌آهن توکیو اداره می‌شود.